# Peine de travail autonome
La peine de travail autonome est une peine instaurée en Belgique par la loi du 17 avril 2002 en matière correctionnelle et de police.
Peine décidée par un juge du fond avec le consentement du justiciable
Elle s'exprime en nombre d'heures et est assortie d'une peine subsidiaire qui pourra être appliquée si la peine de travail n'a pas été effectuée dans son délai légal d'un an (à dater du moment où le jugement est passé en l'état de force jugée)
Elle ne peut dépasser 300 heures.